# Hoctún (kommun i Mexiko)
Hoctún är en kommun i Mexiko.   Den ligger i delstaten Yucatán, i den östra delen av landet, 1 000 km öster om huvudstaden Mexico City. Antalet invånare är 5 697. Arean är 124 kvadratkilometer.
Terrängen i Hoctún är mycket platt.
Följande samhällen finns i Hoctún:
- Hoctún